# Knoppers (бренд солодощів)
Knoppers — це бренд вафельних батончиків із фундуком і молочним кремом, вироблений Карло Кедвешем, вперше випущений у Західній Німеччині в 1983 році. З того часу став доступним у понад 50 країнах, головним чином у Європі, а також у В'єтнамі, , Австралії, Новій Зеландії та Сполучених Штатах. Батончик важить 25 грамів і зазвичай має світло-блакитно-білу обгортку. Батончики виготовляються на заводах компанії Storck у Німеччині.

## Склад
Один батончик Knoppers складається з п'яти шарів: вафлі, горіхового крему, іншої вафлі, молочного крему та вафлі, вкритої шоколадом.
Інгредієнти: цукор, олія рослинна, борошно пшеничне 12 %, молоко сухе знежирене 11,5 %, лісові горіхи 9 %, цільнозернове борошно 6 %, какао, пряжене масло 2,6 %, суха молочна сироватка, пшеничний крохмаль, емульгатори: соєвий лецитин, вершки сухі 0,3 %, сіль, аромат, карамель. Як розпушувач використовується кальцинована сода.
Згідно зі списком інгредієнтів, Knoppers також може містити [алергени] мигдаль, арахіс, а також інші горіхи та яйця.
Загальний відсоток молока у вафельному сендвічі становить 10 % (молочна кремова начинка 30,4 %, нугова кремова начинка 29,4 %).
Харчова цінність 100 грамів Knoppers (чотири вафлі) становить:
| Харчова цінність     | на 100г            |
| -------------------- | ------------------ |
| Енергетична цінність | 2,286 кДж/548 ккал |
| Білки                | 9 г                |
| Вуглеводи            | 50,4 г             |
| Жири                 | 33,4 г             |

## Асортимент продукції
- Knoppers — оригінальні Knoppers, що містять шари звичайних вафель, шоколадних вафель, горіхового крему та молочного крему. Введено в 1983 році[1].
- Knoppers Minis — зменшена версія Knoppers, представлена у 2004 році[6].
- Knoppers Strawberry Yoghurt — обмежена версія оригінального Knoppers зі смаком полуниці та йогурту, представлена у 2015 році[6].
- Knoppers Coconut — обмежена версія оригінального Knoppers зі смаком кокоса, представлена у 2018 році[6].
- Knoppers Black & White — обмежене видання Knoppers з темними какао-вафлями, представлене у 2019 році[6].
- Knoppers NutBar — перший шоколадний батончик Knoppers, представлений в серпні 2017 року[6].
- Knoppers PeanutBar — арахісова версія Knoppers NutBar, представлена в березні 2020 року[6].
- Knoppers CoconutBar — кокосова версія Knoppers NutBar, представлена в березні 2020 року[6].

## Реклама
Вафельний батончик рекламував Анте Тот, вигаданий персонаж бренду, у Німеччині під гаслами «Morgens halb zehn in Deutschland» (Дев'ята тридцять ранку в Німеччині) і «Das Frühstückchen» (Маленький сніданок).

## Популярність в КНР
Knoppers стали популярними серед китайських споживачів, а Дайгоу, що базується в Німеччині, купує тисячі пакетів продукту.